# Stephen Baddeley
Stephen John Baddeley –conocido como Steve Baddeley– es un deportista británico que compitió en bádminton para Inglaterra en la modalidad individual.
Ganó dos medallas en el Campeonato Europeo de Bádminton, oro en 1990 y bronce en 1984.

## Palmarés internacional
| Representando a Inglaterra |                       |                   |            |
| Campeonato Europeo         |                       |                   |            |
| Año                        | Lugar                 | Medalla           | Prueba     |
| 1984                       | Preston (Reino Unido) | Medalla de bronce | Individual |
| 1990                       | Moscú (URSS)          | Medalla de oro    | Individual |